# Excoecaria venenata
Excoecaria venenata là một loài thực vật có hoa trong họ Đại kích. Loài này được S.K.Lee & F.N.Wei mô tả khoa học đầu tiên năm 1982.